# ギャンブラー (2017年の映画)
『ギャンブラー』（原題:Win It All）は2017年に配信されたアメリカ合衆国のコメディ映画である。監督はジョー・スワンバーグ、主演はジェイク・ジョンソンが務めた。

## ストーリー
エディ・ギャレットはギャンブル依存症であり、駐車場の管理人として稼いだ金のほとんどをギャンブルに投入していた。ある朝、エディが目覚めると、自宅の台所にマイケルがいた。服役することになったマイケルはバッグをエディに預かって欲しいのだという。ならず者として有名なマイケルの頼みを聞くことに躊躇したエディだったが、1万ドルの報酬に目がくらんでその依頼を引き受けることにした。その際、「バッグを預かっていることは誰にも言わないこと」及び「バッグの中身を見ないこと」を誓約させられた。しかし、数日後、エディはバッグの中を見てみたいという欲求を抑えられなくなった。欲求に負けた彼がバッグを開けると、そこには見たことのない工具と大量の現金が入っていた。
ギャンブル依存症の治療セッションで、エディは支援員のジーンに一連の話を打ち明けた。ジーンは金には一切手をつけるべきではないと言ったが、エディは500ドルをギャンブルに使ってしまった。儲けを出すことができたエディは地元のバーで祝勝会を開いた。エディはその場に居合わせたエヴァと親しくなった。祝勝会の後、エディの心にはエヴァともう一度会いたいという気持ちが湧き上がっていた。「もう一度勝てば良いだけ」と思ったエディは再び500ドルでギャンブルに挑んだが、全額スってしまった。500ドルを取り返そうとムキになってギャンブルを続けたが、負けが大きくなる一方であった。挙げ句の果てに、エディはバッグの中にあった2100ドルを全て使い果たしてしまった。自暴自棄になったエディはジーンに助けを求めたが、当然の如く説教を食らった。ジーンはエディを見捨てるつもりだったが、説教を続けるうちに彼が不憫に思えてきたため、彼の力になることにした。
とはいえ、ジーンにも2100ドルを調達する術はなかった。ひとまず、エディは本格的にギャンブル依存症の治療を受けることになり、兄のロンに仕事の斡旋を頼んだ。ロンは「半年間真面目に働いたなら、2100ドルは俺が工面してやる」とエディに言った。それからというもの、エディはギャンブルを断って真面目に働き続けた。その傍ら、エディはエヴァと徐々に親密になっていった。6週間後、エディの元に服役中のマイケルから電話がかかってきた。マイケルは1週間後に出所できることになったのだという。エディは慌ててロンに金の工面を求めたが、ギャンブル依存症が再発しただけだと思い込んだロンはそれを拒絶した。やけを起こしたエディは酒に縋り、酔った勢いで今まで貯めた金の全てをギャンブルに投じてしまった。失意の底に沈んだエディは真夜中にジーンの自宅を訪れた。困惑したジーンは「明日話しましょう」としか言えなかった。ジーンには立場上言えなかった秘策があり、今はそれを実行するしかないと考えていた。

## キャスト
※括弧内は日本語吹替
- ジェイク・ジョンソン - エディ・ギャレット（檜山修之）
- アイスリン・デルベス - エヴァ（木下紗華）
- ジョー・ロー・トルグリオ - ロン・ギャレット（魚建）
- キーガン＝マイケル・キー - ジーン（松田健一郎）
- ニッキー・エキサイトメント - ニック
- ホセ・A・ガルシア - マイケル
- クリフ・チェンバレン - ポール（古川裕隆）
- その他の日本語吹き替え：荒井勇樹／拝真之介／亜城めぐ／大泊貴揮／福山綾夏／佐野康之／今井詩子／三瓶雄樹／菊地達弘／佐々木義人／きそひろこ／佐々木祐介／木内太郎／佐瀬弘幸／小林達也／寺依沙織／前田雄／山本善寿／長尾歩

日本語版スタッフ：演出：前田茜、翻訳：松田順子、制作：東北新社

## 製作・公開
2015年8月、ジョー・スワンバーグが本作の監督に起用されたと報じられた。2016年11月、アイスリン・デルベス、キーガン＝マイケル・キー、ジョー・ロー・トルグリオがキャスト入りした。2017年3月11日、本作はサウス・バイ・サウスウェストでプレミア上映された。

## 評価
本作は批評家から高く評価されている。映画批評集積サイトのRotten Tomatoesには30件のレビューがあり、批評家支持率は90%、平均点は10点満点で7.1点となっている。サイト側による批評家の見解の要約は「『ギャンブラー』を見れば、ジョー・スワンバーグがメインストリームでも上手くやっていけるということが分かる。また、同作はスワンバーグとジェイク・ジョンソンの見事なコラボレーション作品の一つでもある。」となっている。また、Metacriticには14件のレビューがあり、加重平均値は77/100となっている。